# Pierre Drouguet
Pierre Drouguet, né le 2 mai 1962 à Verviers, est un ancien joueur de football belge devenu par la suite entraîneur.

## Biographie
Pierre Drouguet fait ses débuts en 1981 avec le Royal Football Club de Liège. Dans un premier temps, il est barré par Guy Hubart, mais plus tard, il devient le gardien régulier. Il termine à la troisième place de la première division en 1985, derrière le RSC Anderlecht et le FC Bruges, et remporte la Coupe de la Ligue Pro en 1986.
En 1987, il signe en Flandre au FC Malinois. Drouguet est la doublure de Michel Preud'homme. Son équipe remporte la Coupe des Coupes, mais Drouguet ne joue pas lors de cette compétition. Dans la foulée, Malines remporte la Supercoupe 1988 et le titre de champion.
Après avoir remporté le championnat, Drouguet piétine. L'entraîneur du KV Courtrai, Henk Houwaart lui propose de devenir le successeur de Patrick Deman. 
En 1993, René Desayere décide de faire venir Pierre Drouguet au Kiel. Il restera deux saisons au Beerschot VAC.
En 1995, il retourne à Malines, où il devient le premier choix. Pendant deux saisons, il défend les buts malinois.
En 1999 Drouguet décide de retourner en Wallonie, sa région natale. Il est jusqu'en 2003 le gardien de but du RCS Verviétois. 
Depuis 2013, il est l'entraîneur des gardiens du RFC Liège.

## Palmarès
- Vainqueur de la Coupe de la Ligue Pro en 1986 avec le RFC Liège
- Finaliste de la Coupe de Belgique en 1987 avec le RFC Liège